# Selaginella sakuraii
Selaginella sakuraii är en mosslummerväxtart som beskrevs av H. Miller. Selaginella sakuraii ingår i släktet mosslumrar, och familjen mosslummerväxter. Inga underarter finns listade i Catalogue of Life.